# Lup arctic

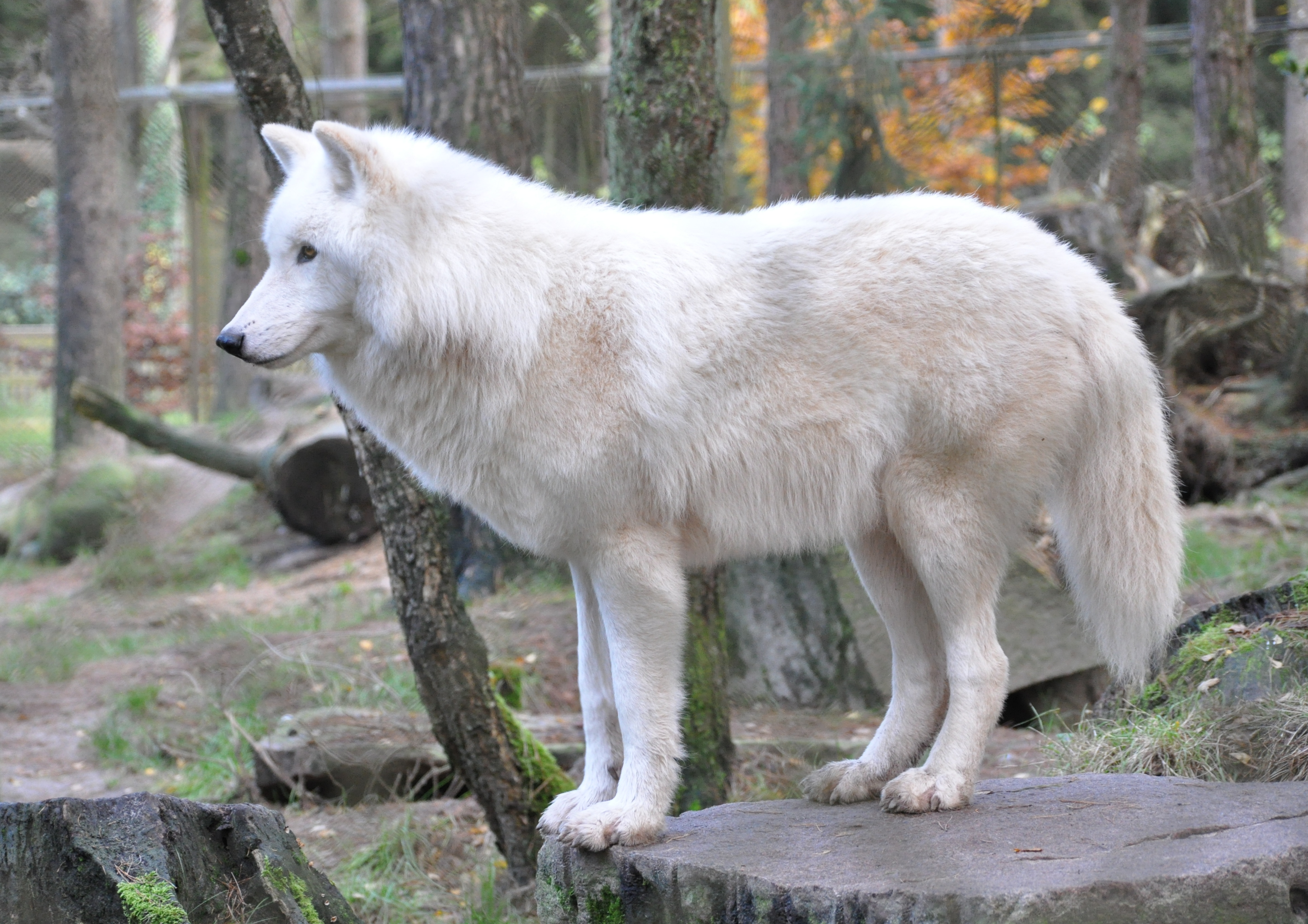

Lupul arctic (Canis lupus arctos) este o subspecie a familiei Canide din specia Canis lupus, care include lupi și câini. Lupul arctic trăiește în partea septentrională a Americii de Nord. Subspecia echivalentă din nordul Asiei este lupul siberian (Canis lupus albus).
Se distinge prin blana sa albă. Începând cu anul 1930, dimensiunea craniului a scăzut dramatic, probabil din cauza încrucișării cu câinii domestici. Culoarea blănii lor îi ajută pentru camuflajul în zăpadă. Au 63-79 cm în înălțime de la greabăn. Cântărește aproximativ 45 de kilograme și este de până la 1,5 metri în lungime.
A fost descris pentru prima oară ca subspecie distinctă în 1935 de zoologul britanic Reginald Pocock.

## Legături externe
- International Wolf Center – Arctic Wolf Information
- en Arctic wolf - www.worldwildlife.org, accesat la 16 noiembrie 2014
- en Arctic wolf - www.wolfworlds.com, accesat la 16 noiembrie 2014